# Флоріка Лаврік
Флоріка Лаврік (7 січня 1962 — 20 червня 2014) — румунська академічна веслувальниця.
Олімпійська чемпіонка 1984 року в складі розпашної четвірки зі стерновою.
Срібна призерка Чемпіонату світу 1983, 1985 років у складі розпашної четвірки зі стерновою, бронзова призерка 1986 року в складі вісімки.